# キッコウチク
キッコウチク（亀甲竹）はモウソウチクの突然変異で、稈の枝下部分の節間が交互に膨れており節が斜めとなった竹である。

## 解説
節が亀甲状に稈が連鎖した特異な形状をもち、観賞用に植えられる。開花は希少であり、日本国内では2017年時点で、1966年の京都市下京区の例と、2017年9月の伊東市の2例しか記録されていない。後者の例は伊豆シャボテン動物公園が1959年の開園に合わせて1株を植えたものであった。
キッコウチクの別名にブツメンチク（仏面竹）があるが、これを隆起が大きい別品種として区別する場合がある（そのときの学名はPhyllostachys heterocycla f. subcombexa Miatsum）。
また似た特徴を持つ種としてホテイチクがあるが、これは大型のモウソウチクの変種であるキッコウチクに比べるとかなり細く、直径3～4 cm、稈の高さは3～5 m程度である。
キッコウチクは宮崎や京都に多く、京都では火であぶり磨き上げた製品を京銘竹と称し、京都府伝統工芸品の一つに指定されている。キッコウチクの加工品は主に床柱・花器・結界（茶道）などである。
ちなみにテレビドラマの「水戸黄門」に登場する水戸光圀の杖はキッコウチク製である。

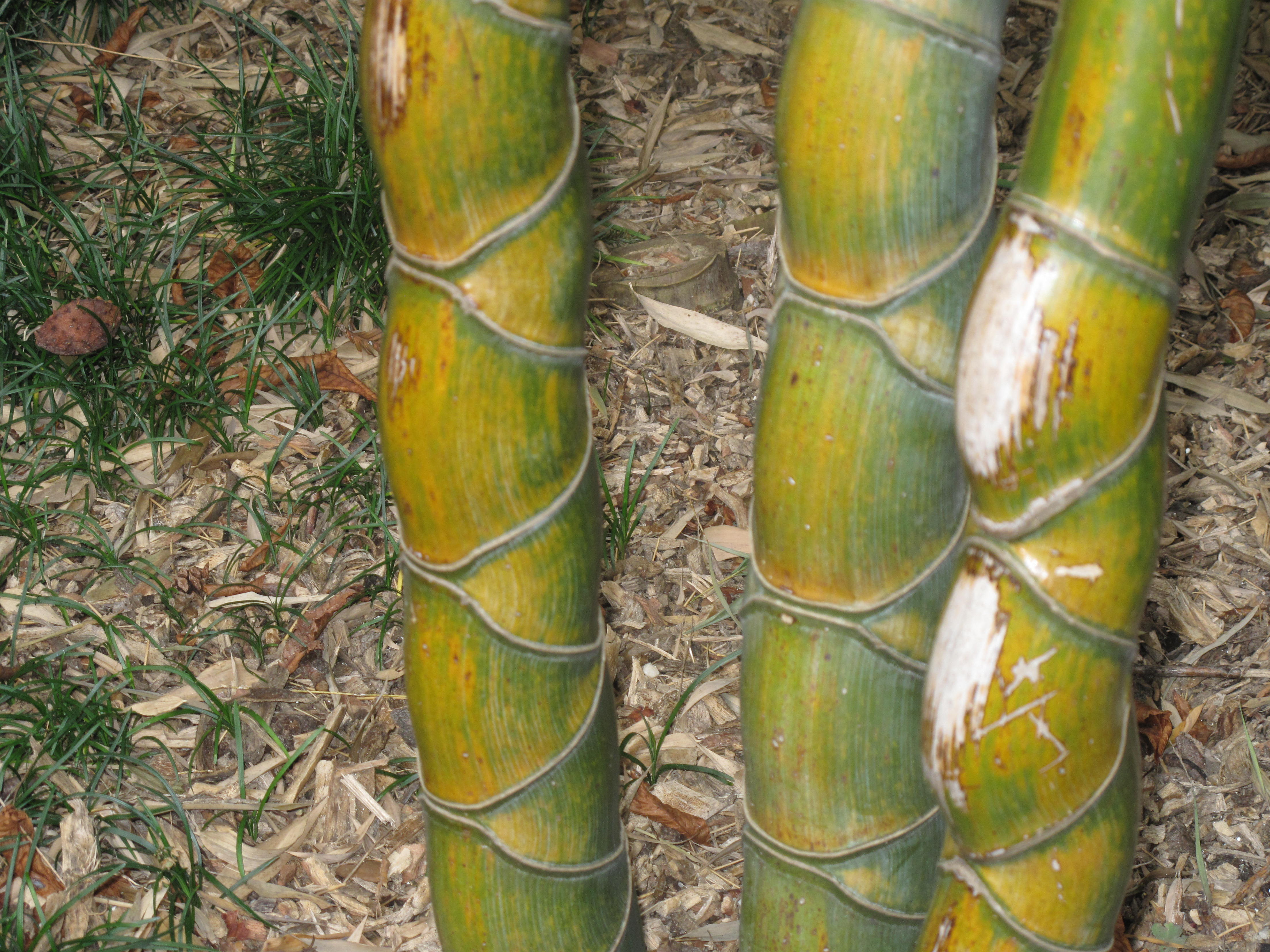
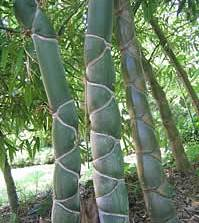